# Drino iterata
Drino iterata là một loài ruồi trong họ Tachinidae.